# Philip Khuri Hitti
Philip Khuri Hitti, né le 22 juin 1886 à Chemlane au Liban et mort le 24 décembre 1978, est un historien libanais, chrétien maronite, spécialiste de l'islam, du monde arabe et des langues sémitiques, introducteur de l'étude de la culture arabe aux États-Unis.

## Biographie

### Jeunesse (1886 - 1913)
Né à Chemlane, petit village de fermiers, Philipp Hitti est le troisième enfant d'une famille de six garçons et deux filles. Son père fait figure d'exception dans le village, puisqu'il n'est pas fermier mais gérant d'une petite usine à soie, et surtout, il sait lire et écrire. Néanmoins, rien ne laissait présager une carrière d'historien pour Philip Hitti, et c'est un accident qui va décider de son avenir. Chevauchant un âne contre l'avis de son père, il fait une mauvaise chute et se brise le coude. Hospitalisé pendant plusieurs mois, un conseil de famille décrète qu'il suivra des études pour devenir enseignant, puisqu'il était incapable désormais de faire œuvre utile au village. 
À l'âge de neuf ans, il fut envoyé à la Mission presbytérienne américaine de Souk El Gharb, village distant du sien de seulement quelques kilomètres. Il y resta cinq années durant, et une fois diplômé, entama sa carrière d'enseignant dans un village druze à mi-chemin entre Chemlane et Beyrouth, avec en tête l'idée d'économiser pour accéder au lycée. Très vite, il renonça à donner des cours et se rendit à l'American College où il obtint un Bachelor of Arts. De nouveau, en 1908, il se lança dans l'enseignement, à l'université américaine de Beyrouth.

### Aux États-Unis (1913 - 1918)
En 1913, à l'occasion d'une conférence réunissant des étudiants de différents pays, Philip Hitti fut envoyé aux États-Unis. Parmi les étudiants composant les délégations, on comptait la fille de Woodrow Wilson, le Président des États-Unis de l'époque. Cette conférence fut l'occasion pour lui de rester sur place afin de continuer ses études supérieures, et il fit le choix de l'Université Columbia.

En 1914, lorsque la Première Guerre mondiale éclate, le responsable du cours de syriaque décède et Philip Hitti se voit proposer la direction de son cours. Bien qu'il n'ait appris le syriaque que dans un contexte liturgique, il accepte. Mais alors qu'il ne pensait rester qu'une année aux États-Unis, il finit par rester et obtenir son doctorat en langues sémitiques et histoire, en 1915. A la faveur de la guerre, il resta trois années de plus et officia comme lecteur. C'est lors de cette période qu'un été, alors qu'il travaillait au bureau des inscriptions de l'université, il rencontra sa future femme, Mary George, qu'il épousa en 1918.

### Retour au Liban (1918 - 1926)
En 1918, la guerre terminée, Philip Hitti revient au Liban avec son épouse, et intègre le corps professoral de l'université américaine de Beyrouth. Il inaugure les études historiques arabes, qui étaient encore marginales même dans des pays comme le Liban, imprégnés de l'autorité ottomane. Il innove également en enseignant en langue arabe, alors que l'anglais était jusque-là privilégié, et constitue un fonds bibliothécaire dans le domaine arabe. 

### Princeton (1926 - 1954)
En février 1926, la chaire de littérature sémitique de Princeton est créée et lui est proposée. Il accepte et devient Professor of Semitic Literature and Chairman of the Department of Oriental Languages de l'Université de Princeton. Mais dans les débuts, il joue un rôle secondaire, et se trouve confronté à de multiples résistances et à de non moins nombreuses réticences.
 C'est surtout à la fin de la Seconde Guerre mondiale, en 1946, que l'intérêt pour le domaine lancé par Hitti finit par être reconnu, pour des raisons stratégiques. On lui demande alors de former du personnel en langue arabe et turque. Il lui aura fallu vingt ans pour fonder son Département d'Études Proche-Orientales au sein duquel sont enseignés l'arabe et également le Coran. Le financement de ce département fut trouvé auprès de compagnies pétrolières comme l'Aramco, et grâce à des fondations extérieures à l'université. Il se retira de Princeton en 1954, tout en continuant à enseigner dans différentes universités, à Harvard, à Washington et dans le Minnesota.

### Rôle politique
En 1945, il fit partie de la délégation arabe en qualité de conseiller à la Conférence de San Francisco, fondatrice de l'Organisation des Nations unies.

## Écrits

### Histoire des Arabes
En 1927, l'éditeur Daniel Macmillian écrivit à Philip Hitti pour lui demander d'écrire une histoire des Arabes. Celui-ci lui répondit par la positive, estimant qu'il lui faudrait trois ans pour venir à bout de cette tâche. Dans les faits, il lui en aura fallu dix, puisque le livre n'est publié qu'en 1937. Alors que son éditeur hésitait à publier une centaine de copies de ce livre, celui-ci a été publié plus d'une dizaine de fois depuis lors.
Dans son Histoire des Arabes, qui n'est plus disponible actuellement en langue française, Philip Hitti bat en brèche l'idée d'une armée arabe défaite par Charles Martel, soulignant que le calife venait de mourir et que ces Arabes n'avaient pas vocation à s'établir dans la région. Pour lui, ce n'est pas la défaite des Arabes qui est condition de possibilité de l'Occident, comme s'il avait fallu battre les Arabes pour que l'Occident puisse exister. Bien plutôt, c'est la transmission des savoirs du bassin méditerranéen et au-delà, et donc le dialogue entre les deux rives de la méditerranée, qui a participé à fonder l'Occident.

## Œuvres

### Travaux
- Histoire des Arabes
- Les syriens en Amérique (1924)
- Les origines des druzes et de leur religion : avec des extraits de leurs textes sacrés (1928)
- Histoire de la Syrie : Liban et Palestine compris (1957)
- Les Arabes (1960)
- Le Liban dans l'Histoire (1967)
- Les acteurs de l'histoire arabe (1968)
- Le Proche-Orient dans l'Histoire (1961)
- L'islam et l'Occident (1962)
- Islam : un mode de vie (1970)
- Les villes centrales de l'islam Arabe (1973)

### Traductions
- Les origines de l'État islamique, par Aḥmad ibn Yaḥyā al-Balādhurī (1916)
- Kitab al-I'tibar: Mémoires d'Ousama ibn Munqidh (1929)